# Challignac
Challignac est une commune du Sud-Ouest de la France située dans le département de la Charente, en région Nouvelle-Aquitaine.

## Géographie

### Localisation et accès
Challignac est une commune du Sud-Charente située à 8 km au sud-est de Barbezieux et à 32 km d'Angoulême.
Elle est aussi à 10 km au nord de Brossac, à 11 km au sud-ouest de Blanzac, 13 km à l'est de Baignes et 17 km à l'ouest de Montmoreau.
À l'écart des grandes routes, la commune est traversée au nord-est par la D 24, route de Montmoreau à Barbezieux, qui passe à 2 km du bourg. Le bourg est desservi par la D 68, qui va au nord vers Pont-à-Brac (N 10, commune de Nonaville), et au sud vers Berneuil, Chillac et Guizengeard. La D 58 de Condéon à Brie-sous-Barbezieux dessert aussi le bourg d'est en ouest.

### Hameaux et lieux-dits
L'habitat est dispersé et la commune comporte de nombreuses fermes mais pas de véritables hameaux. Le bourg lui-même, de petite taille, s'étend entre la Vaure et le Maine, carrefour où est située la mairie.

### Communes limitrophes
| Salles-de-Barbezieux | Saint-Bonnet | Saint-Aulais-la-Chapelle |
| Condéon              | Challignac   | Brie-sous-Barbezieux     |
|                      | Berneuil     |                          |

### Géologie et relief
La commune est occupée par le Campanien (Crétacé supérieur), calcaire crayeux, qui occupe une grande partie du Sud Charente,,.
Le relief de la commune est celui d'un bas plateau d'une altitude moyenne de 90 m, bordé à l'ouest par une vallée. Le relief s'accentue légèrement dans le sud de la commune. Le point culminant est à une altitude de 133 m, situé en limite sud près de la Boye. Le point le plus bas est à 57 m, situé en limite nord le long du Beau. Le bourg est à 105 m d'altitude.

### Hydrographie

#### Réseau hydrographique
La commune est située dans le bassin versant de la Charente au sein du bassin Adour-Garonne. Elle est drainée par la Maury, le Beau, le ruisseau la Gorre, un bras du Beau Ruisseau, un bras du Beau Ruisseau et par divers petits cours d'eau, qui constituent un réseau hydrographique de 12 km de longueur totale,.
La Maury limite la commune à l'est. D'une longueur totale de 24,1 km, prend sa source dans la commune de Châtignac et se jette dans le Né à Ladiville, après avoir traversé 12 communes.
Le Beau coule du sud au nord et arrose la bordure occidentale de la commune. D'une longueur totale de 22,4 km, prend sa source dans la commune de Chillac et se jette dans le Né à Bellevigne, après avoir traversé 9 communes.

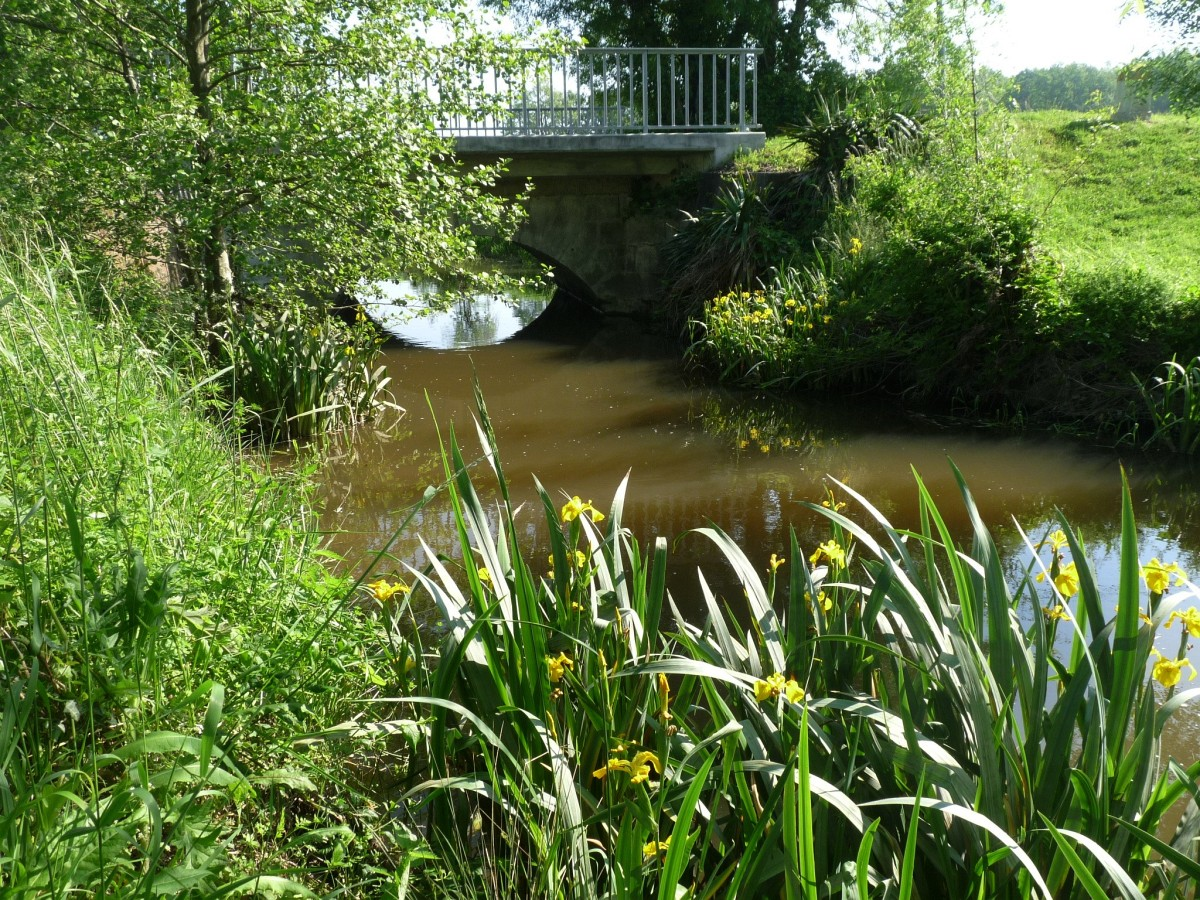
Le Beau en limite de commune de Salles, près de la D 24.
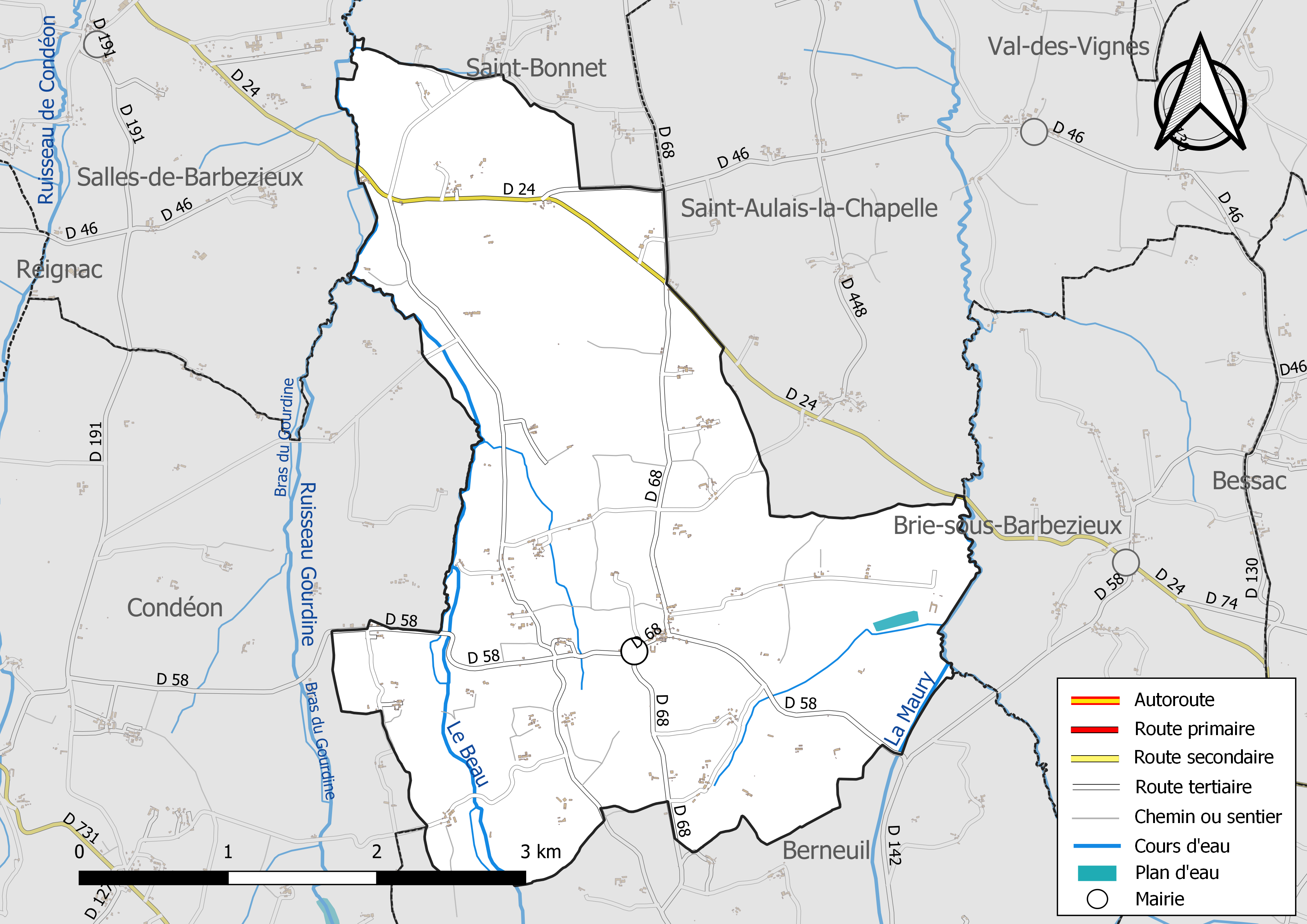
Réseaux hydrographique et routier de Challignac

#### Gestion des cours d'eau
Le territoire communal est couvert par le schéma d'aménagement et de gestion des eaux (SAGE) « Charente ». Ce document de planification, dont le territoire correspond au bassin de la Charente, d'une superficie de 9 300 km2, a été approuvé le 19 novembre 2019. La structure porteuse de l'élaboration et de la mise en œuvre est l'établissement public territorial de bassin Charente. Il définit sur son territoire les objectifs généraux d’utilisation, de mise en valeur et de protection quantitative et qualitative des ressources en eau superficielle et souterraine, en respect des objectifs de qualité définis dans le troisième SDAGE du Bassin Adour-Garonne qui couvre la période 2022-2027, approuvé le 10 mars 2022.

### Climat
Comme dans les trois quarts sud et ouest du département, le climat est océanique aquitain.

## Urbanisme

### Typologie
Au 1er janvier 2024, Challignac est catégorisée commune rurale à habitat très dispersé, selon la nouvelle grille communale de densité à 7 niveaux définie par l'Insee en 2022.
Elle est située hors unité urbaine. Par ailleurs la commune fait partie de l'aire d'attraction de Barbezieux-Saint-Hilaire, dont elle est une commune de la couronne,. Cette aire, qui regroupe 25 communes, est catégorisée dans les aires de moins de 50 000 habitants,.

### Occupation des sols
L'occupation des sols de la commune, telle qu'elle ressort de la base de données européenne d’occupation biophysique des sols Corine Land Cover (CLC), est marquée par l'importance des territoires agricoles (88,3 % en 2018), une proportion identique à celle de 1990 (88,3 %). La répartition détaillée en 2018 est la suivante :
terres arables (59,1 %), zones agricoles hétérogènes (18,3 %), forêts (11,7 %), cultures permanentes (10,5 %), prairies (0,5 %). L'évolution de l’occupation des sols de la commune et de ses infrastructures peut être observée sur les différentes représentations cartographiques du territoire : la carte de Cassini (XVIIIe siècle), la carte d'état-major (1820-1866) et les cartes ou photos aériennes de l'IGN pour la période actuelle (1950 à aujourd'hui).

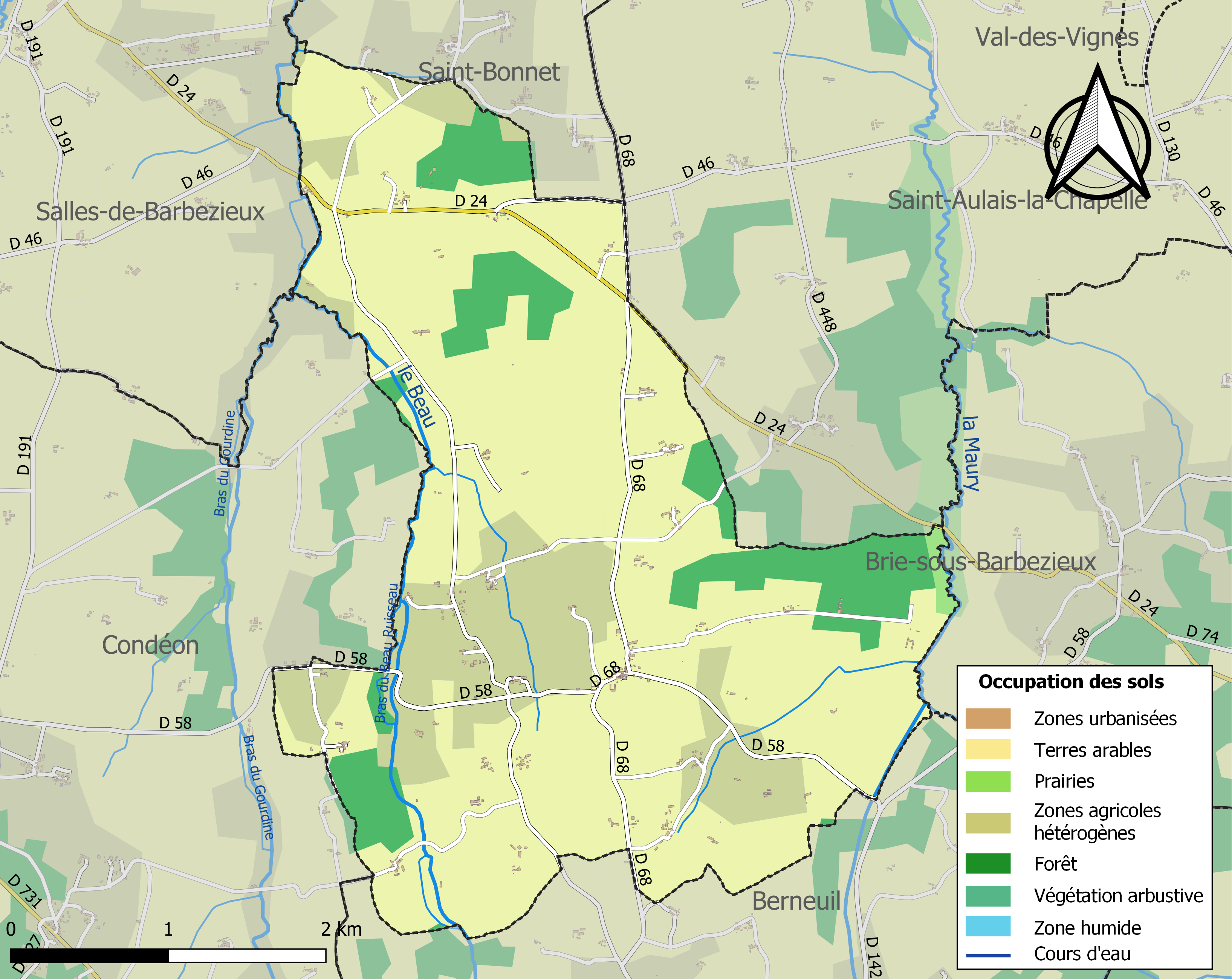
Carte des infrastructures et de l'occupation des sols de la commune en 2018 (CLC).

### Risques majeurs
Le territoire de la commune de Challignac est vulnérable à différents aléas naturels : météorologiques (tempête, orage, neige, grand froid, canicule ou sécheresse) et séisme (sismicité faible). Un site publié par le BRGM permet d'évaluer simplement et rapidement les risques d'un bien localisé soit par son adresse soit par le numéro de sa parcelle.

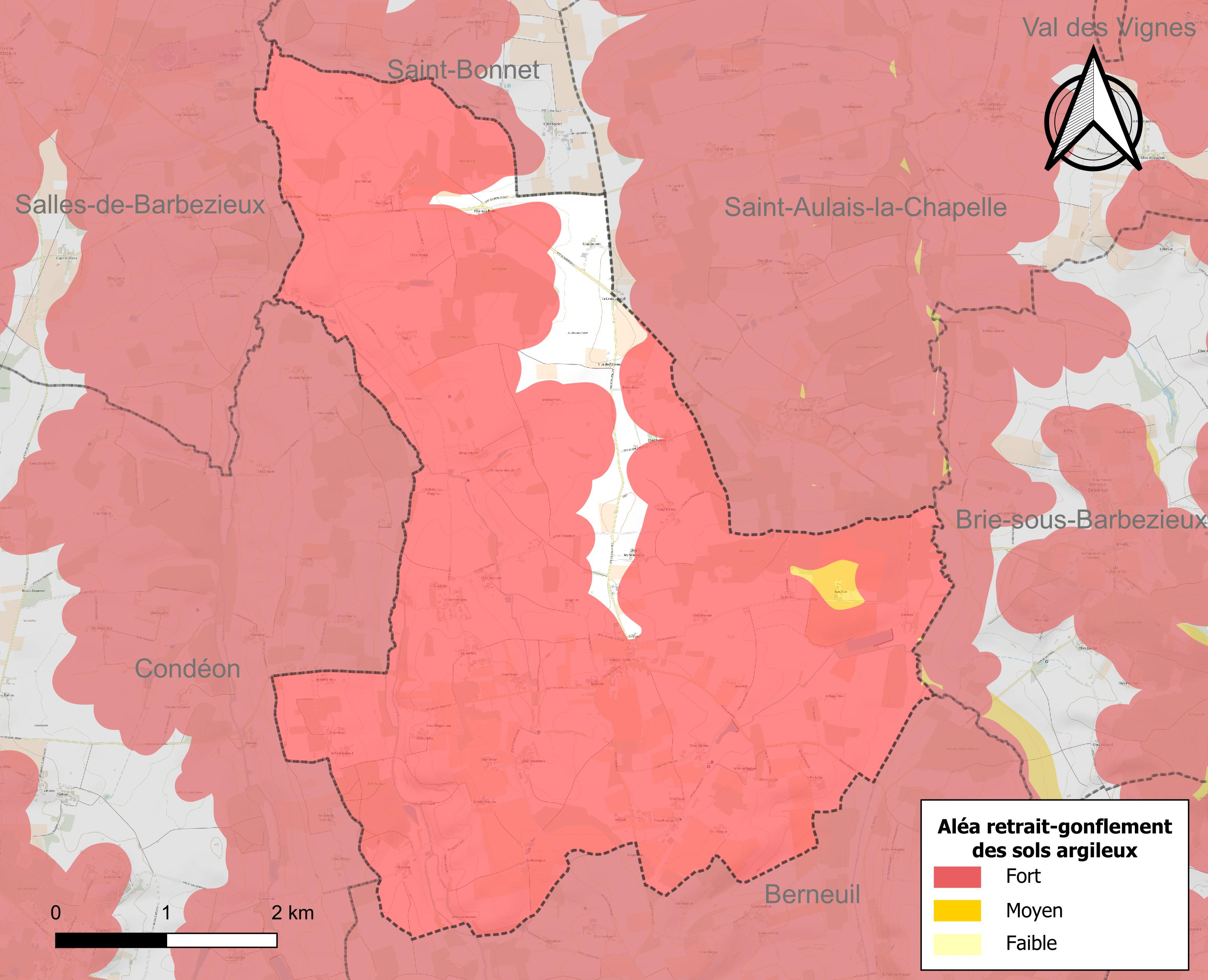
Carte des zones d'aléa retrait-gonflement des sols argileux de Challignac.

Le retrait-gonflement des sols argileux est susceptible d'engendrer des dommages importants aux bâtiments en cas d’alternance de périodes de sécheresse et de pluie. 92,9 % de la superficie communale est en aléa moyen ou fort (67,4 % au niveau départemental et 48,5 % au niveau national). Sur les 176 bâtiments dénombrés sur la commune en 2019, 166 sont en aléa moyen ou fort, soit 94 %, à comparer aux 81 % au niveau départemental et 54 % au niveau national. Une cartographie de l'exposition du territoire national au retrait gonflement des sols argileux est disponible sur le site du BRGM,.
Par ailleurs, afin de mieux appréhender le risque d’affaissement de terrain, l'inventaire national des cavités souterraines permet de localiser celles situées sur la commune.
La commune a été reconnue en état de catastrophe naturelle au titre des dommages causés par les inondations et coulées de boue survenues en 1982 et 1999. Concernant les mouvements de terrains, la commune a été reconnue en état de catastrophe naturelle au titre des dommages causés par des mouvements de terrain en 1999.

## Toponymie
Les formes anciennes sont Calinac, Caliniaco en 1190.
L'origine du nom de Challignac remonterait à un nom d'homme romain Calinius (gentilice originairement étrusque et osque) auquel est apposé le suffixe -acum, ce qui correspondrait au « domaine de Calinius »,.

## Histoire
L'archéologie aérienne a complété la découverte, au lieu-dit le Camp (chez Brousseau), d'un camp néolithique regroupant dans un rempart de 600 mètres de diamètre une grande cabane d'habitat collectif et des constructions annexes. Le rempart était étayé par plus de 20 000 troncs d'arbres répartis tout du long.
Le camp se situait au sud immédiat d'une voie présumée romaine Pons-Ribérac par Challignac. Le retranchement qui entourait le camp avait plus de 20 mètres d'épaisseur et près de 10 mètres de hauteur. L'entrée était au sud-ouest et faisait face à une abondante fontaine.
Le site d'une grande villa romaine à façade de type méditerranéen a aussi été découvert par avion dans un champ au Bois de Got,.
Avant la création des départements en 1792, Challignac, comme Barbezieux, était dans l'ancienne province de Saintonge.
Les plus anciens registres paroissiaux remontent à 1600.
Comme dans la commune voisine de Salles-de-Barbezieux, de nombreuses familles vendéennes sont venues s'établir dans le pays pour y cultiver la terre, principalement des céréales.
Au début du XXe siècle, la commune comportait encore deux ou trois moulins, alimentés par le Beau.

## Administration

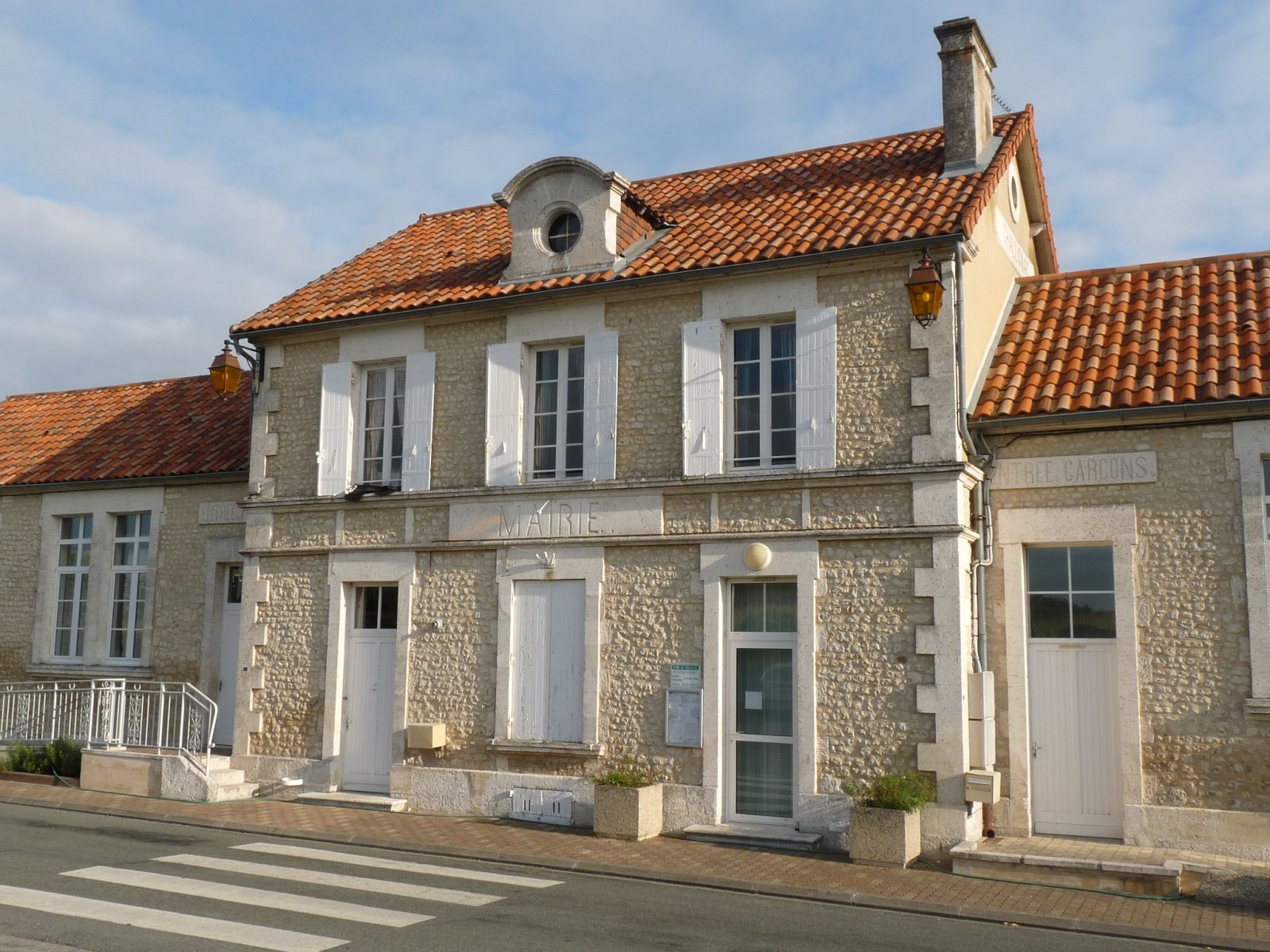
La mairie de Challignac.

| Période                                  | Période  | Identité           | Étiquette | Qualité             |
| ---------------------------------------- | -------- | ------------------ | --------- | ------------------- |
| 2001                                     | 2008     | Jean-Pierre Ruleau |           |                     |
| 2008                                     | 2014     | Guy Waye           | SE        | Artisan menuisier   |
| 2014                                     | En cours | Christophe Tutard  |           | Enseignant à Cognac |
| Les données manquantes sont à compléter. |          |                    |           |                     |

## Démographie

### Évolution démographique
L'évolution du nombre d'habitants est connue à travers les recensements de la population effectués dans la commune depuis 1793. Pour les communes de moins de 10 000 habitants, une enquête de recensement portant sur toute la population est réalisée tous les cinq ans, les populations de référence des années intermédiaires étant quant à elles estimées par interpolation ou extrapolation. Pour la commune, le premier recensement exhaustif entrant dans le cadre du nouveau dispositif a été réalisé en 2004.

En 2022, la commune comptait 340 habitants, en évolution de +5,26 % par rapport à 2016 (Charente : −0,48 %, France hors Mayotte : +2,11 %).
| 1793 | 1800 | 1806 | 1821 | 1831 | 1841 | 1846 | 1851 | 1856 |
| ---- | ---- | ---- | ---- | ---- | ---- | ---- | ---- | ---- |
| 796  | 680  | 709  | 760  | 741  | 755  | 754  | 712  | 726  |

| 1861 | 1866 | 1872 | 1876 | 1881 | 1886 | 1891 | 1896 | 1901 |
| ---- | ---- | ---- | ---- | ---- | ---- | ---- | ---- | ---- |
| 713  | 617  | 613  | 584  | 602  | 592  | 519  | 503  | 482  |

| 1906 | 1911 | 1921 | 1926 | 1931 | 1936 | 1946 | 1954 | 1962 |
| ---- | ---- | ---- | ---- | ---- | ---- | ---- | ---- | ---- |
| 480  | 468  | 441  | 417  | 420  | 390  | 377  | 384  | 367  |

| 1968 | 1975 | 1982 | 1990 | 1999 | 2004 | 2006 | 2009 | 2014 |
| ---- | ---- | ---- | ---- | ---- | ---- | ---- | ---- | ---- |
| 344  | 257  | 288  | 327  | 314  | 299  | 292  | 299  | 324  |

| 2019 | 2022 | - | - | - | - | - | - | - |
| ---- | ---- | - | - | - | - | - | - | - |
| 333  | 340  | - | - | - | - | - | - | - |

### Pyramide des âges
La population de la commune est relativement âgée.
En 2018, le taux de personnes d'un âge inférieur à 30 ans s'élève à 27,6 %, soit en dessous de la moyenne départementale (30,2 %). À l'inverse, le taux de personnes d'âge supérieur à 60 ans est de 30,3 % la même année, alors qu'il est de 32,3 % au niveau départemental.
En 2018, la commune comptait 167 hommes pour 162 femmes, soit un taux de 50,76 % d'hommes, largement supérieur au taux départemental (48,41 %).
Les pyramides des âges de la commune et du département s'établissent comme suit.
| Hommes | Classe d’âge | Femmes |
| ------ | ------------ | ------ |
| 0,6    | 90 ou +      | 0,6    |
| 8,3    | 75-89 ans    | 7,3    |
| 21,3   | 60-74 ans    | 22,6   |
| 20,7   | 45-59 ans    | 25,6   |
| 21,3   | 30-44 ans    | 16,5   |
| 7,1    | 15-29 ans    | 14,6   |
| 20,7   | 0-14 ans     | 12,8   |

| Hommes | Classe d’âge | Femmes |
| ------ | ------------ | ------ |
| 1      | 90 ou +      | 2,7    |
| 9,2    | 75-89 ans    | 12     |
| 20,6   | 60-74 ans    | 21,3   |
| 20,7   | 45-59 ans    | 20,3   |
| 16,8   | 30-44 ans    | 16     |
| 15,6   | 15-29 ans    | 13,4   |
| 16,1   | 0-14 ans     | 14,3   |

## Économie

### Agriculture
La viticulture occupe une partie de l'activité agricole. La commune est située dans les Fins Bois, dans la zone d'appellation d'origine contrôlée du cognac.

## Équipements, services et vie locale

### Enseignement
L'école est un regroupement pédagogique intercommunal (RPI) entre Berneuil, Challignac et Saint-Aulais-la-Chapelle. Challignac accueille l'école maternelle, et Berneuil et Saint-Aulais les écoles élémentaires.

## Lieux et monuments
L'église paroissiale Saint-Sulpice, située au bourg, est romane et date du XIIe siècle. Elle est inscrite aux monuments historiques depuis 1948. Elle est entourée de l'ancien cimetière, presque disparu.

## Personnalités liées à la commune
- Louis Pailhou (1786 - 1863), baron de l'Empire et général de division né à Challignac.
- Anatole Boucherie (1831 - 1883), linguiste, né à Challignac.